# AVCA National Player of the Year (maschile, NCAA Division I)
Pallavolisti premiati come National Player of the Year

## Elenco
| Stagione | Nome                         | Squadra                   |
| -------- | ---------------------------- | ------------------------- |
| 1991     | Bryan Ivie                   | Southern California       |
| 1992     | Brent Hilliard               | CSU Long Beach            |
| 1993     | Canyon Ceman                 | Stanford                  |
| 1994     | Jeff Nygaard                 | UC Los Angeles            |
| 1995     | Jeff Nygaard                 | UC Los Angeles            |
| 1996     | Yuval Katz Stein Metzger     | Hawaii UC Los Angeles     |
| 1997     | Iván Contreras               | Penn State                |
| 1998     | George Roumain               | Pepperdine                |
| 1999     | George Roumain               | Pepperdine                |
| 2000     | Donald Suxho                 | Southern California       |
| 2001     | Costas Theocharidis          | Hawaii                    |
| 2002     | Brad Keenan                  | Pepperdine                |
| 2003     | Costas Theocharidis          | Hawaii                    |
| 2004     | Carlos Moreno                | Brigham Young             |
| 2005     | Sean Rooney                  | Pepperdine                |
| 2006     | Jayson Jablonsky             | UC Irvine                 |
| 2007     | Jonathan Winder              | Pepperdine                |
| 2008     | Matthew Anderson Paul Lotman | Penn State CSU Long Beach |
| 2009     | Paul Carroll                 | Pepperdine                |
| 2010     | Kawika Shoji                 | Stanford                  |
| 2011     | Murphy Troy                  | Southern California       |
| 2012     | Antonio Ciarelli             | Southern California       |
| 2013     | Taylor Crabb                 | CSU Long Beach            |
| 2014     | Taylor Sander                | Brigham Young             |
| 2015     | Thomas Jaeschke              | Loyola Chicago            |
| 2016     | Nicolas Szerszeń             | Ohio State                |
| 2017     | Torey DeFalco                | CSU Long Beach            |
| 2018     | Joshua Tuaniga               | CSU Long Beach            |
| 2019     | Torey DeFalco                | CSU Long Beach            |
| 2020     | Gabriel García               | Brigham Young             |
| 2021     | Radoslav Parapunov           | Hawaii                    |
| 2022     | Aleksandăr Nikolov           | CSU Long Beach            |
| 2023     | Jakob Thelle                 | Hawaii                    |
| 2024     | Hilir Henno                  | UC Irvine                 |
| 2025     | Simeon Nikolov               | CSU Long Beach            |